# Anselmo Ballester
Anselmo Ballester (Roma, 15 luglio 1897 – Roma, 22 settembre 1974) è stato un pittore, illustratore e cartellonista cinematografico italiano.

## Biografia
Anselmo Ballester nasce a Roma alla fine dell'Ottocento, figlio di Federico Ballester (Roma 1868-1926), pittore di origini spagnole. Segue sin da bambino l'attività artistica del padre, tanto da realizzare i primi lavori all'età di 15 anni.

## Il manifesto cinematografico

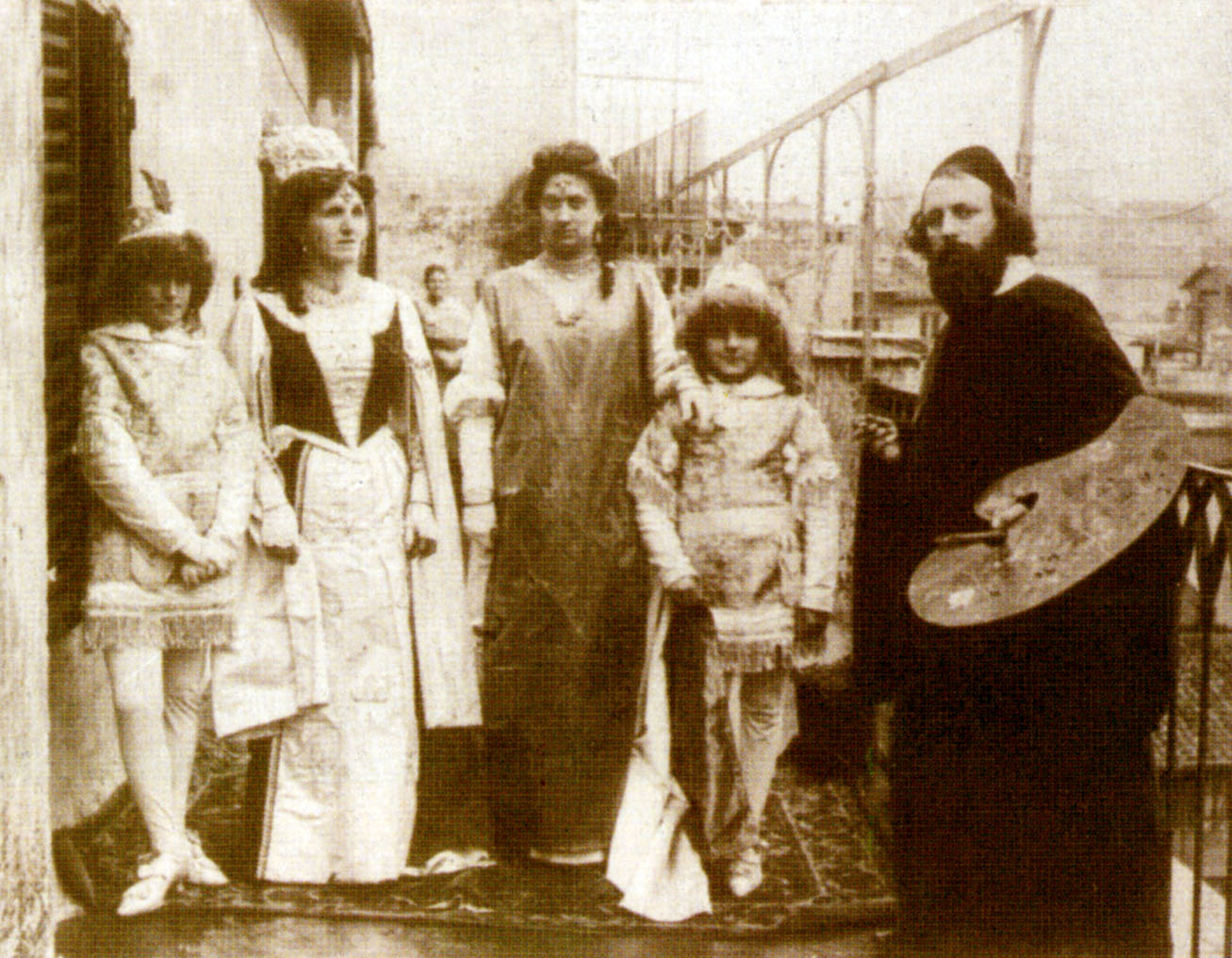
Federico Ballester con i due figli e la moglie Altomira, all'Hotel Excelsior di Roma 1906

Dopo aver frequentato l'accademia di Belle Arti di Roma, si specializza, come attività prevalente, nella pubblicità cinematografica, lavorando per le più importanti case di produzione del cinema muto.
Ben presto affinerà il suo inconfondibile stile, per il quale sarà sempre più spesso richiesto dai committenti.
Nel suo studio di Roma, in via della Croce 50a, poi in via della Passeggiata Ripetta 19, per quasi 50 anni preparerà migliaia di schizzi e bozzetti per locandine e manifesti di tutti i formati.
Lavorerà, in misura minore, anche nel campo della pubblicità commerciale generica e politica.
Saranno le più importanti case di produzione e distribuzione di film a commissionargli lavori, che Ballester restituirà con bozzetti dipinti in colori e composizioni molto spesso spettacolari.
Dal 1914 lavorerà alla realizzazione di manifesti e materiale affine per la CINES, Caesar Film, Tespi Film, Cosmopolis, Guazzoni Film, Titanus, Minerva, Fox, Paramount, Manenti, Sangraf, Tirrenia, Lo Deserto, Nazionalcine, Sabaudia, Bassoli, Eagle Lion, Rank, RKO, De Laurentiis.
Tra i manifesti più famosi si ricordano Ombre rosse, Fronte del porto, Gilda.
Le idee per la composizione del manifesto venivano fissate in più "schizzi", dipinti su pezzi di carta o cartoncino di piccole dimensioni. 
Una volta selezionati gli schizzi, Ballester dipingeva i "bozzetti" a tempera.
Le tempere venivano poi inviate per essere stampate - con l'aggiunta o il completamento delle scritte - come "poster" (in formato m. 100x140 o 140x200) e "locandine".

## La B.C.M.
Si associa negli anni venti, con alcuni colleghi per pianificare la grande quantità di lavori da svolgere; divideranno, con lui, l'attività pittori come Alfredo Capitani e Luigi Martinati, fondando la B.C.M.
Negli anni 30 realizza diversi manifesti per i film di Alida Valli, tra cui:
- Ore 9 lezione di chimica
- Mille lire al mese
- Oltre l'amore

## La pubblicità per le major USA
Le maggiori case americane MGM, Warner Bros., Columbia, RKO si avvarranno del suo talento, per far conoscere al pubblico le loro produzioni hollywoodiane, ma lavora con frequenza anche per committenti italiani come Cines, ICI, Tirrenia, CEIAD, Variety Film.

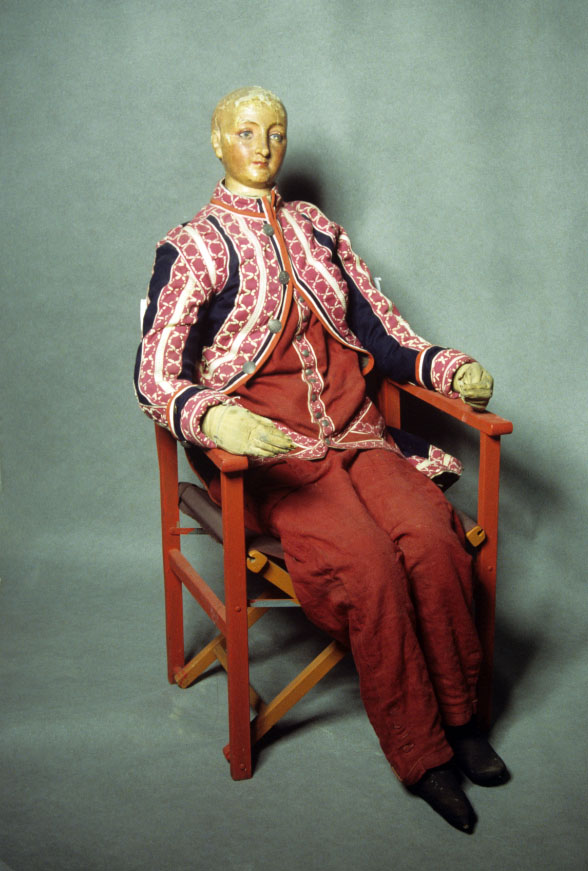
Il manichino Genoveffa usato da Ballester come modello per la realizzazione dei suoi manifesti, ex Museo internazionale del cinema e dello spettacolo di Roma 1999

Alcuni manifesti del cinema americano:
- La squadriglia degli eroi (1928)
- Shanghai Express (1932)
- Cleopatra (1934)
- La mascotte dell'aeroporto (1935)
- I Lloyds di Londra (1936)
- Capitan Gennaio (1936)
- Tempi moderni (1936)
- Rondine senza nido (1938)
- Narciso nero (1947)
- Il ladro di Bagdad (1947)
- Mr. Smith va a Washington (1947)
- La signora di Shanghai (1948)
- Fascino (1948)
- Il cielo può attendere (1948)
- L'eterna armonia (1949)
- L'eterna illusione (1951)
- Trinidad (1951)
- Morte di un commesso viaggiatore (1951)
- Salome (1953)
- Io ti salverò (1954)
- Fronte del porto (1954)
- Il grande caldo (1954)

## Il cinema italiano
Dopo essere stato un assiduo illustratore per il cinema muto italiano, prosegue la produzione per quello degli anni successivi.

Roma 1932 Circolo artisti a via Margutta da sinistra: Marchi, Luigi Martinati, Walter Roveroni, Ballester, Tito Corbella, Alfredo Capitani

Nel 1930 prepara i bozzetti per i manifesti del primo film sonoro italiano La canzone dell'amore.
Alcuni manifesti per il cinema italiano:
- Vecchia guardia (1933)
- Aldebaran (1935)
- La peccatrice (1940)
- Addio giovinezza! (1940)
- Il re d'Inghilterra non paga (1941)
- Labbra serrate (1941)
- Ragazza che dorme (1941)
- M.A.S. (1942)
- Il diavolo va in collegio di Jean Boyer (1943)
- Roma città aperta (1945)
- La sepolta viva (1948)
- La nemica (1952)
- Trieste mia! (1952)
- La nave delle donne maledette (1953)
- Anema e core (1954)
- Mia nonna poliziotto (1958)

## Il cinema europeo
- Le quattro piume (1939)
- Legittima difesa (1947)
- Scala al paradiso (1948)
- Scarpette rosse (1949)

## Il manifesto pubblicitario e politico
Meno importante per quantità la produzione di manifesti di tematica diversa da quella del cinema. Tra gli altri quelli per:
- Amilcare Piperno al Corso (1922)
- Magazzini Coen (1922)
- Sanremo (1925)
- Gran Premio automobilistico di Roma (1925)
- Cognac al caffè (1925)
- Assicurazioni d'Italia (1936)
- Pellegrinaggio nazionale a Pompei (1936)
- Il corriere parlamentare (1920)

Lavorerà ininterrottamente sino all'inizio degli anni 60, poi abbandonerà l'attività di cartellonista cinematografico per quella di pittore puro e ritrattista.
Muore a Roma il 22 settembre 1974.

## Collezioni permanenti
- Università degli Studi di Parma, Centro Studi e Archivio della Comunicazione (CSAC):http://www.csacparma.it/
- Museo Cinema a Pennello, Montecosaro: http://www.cinemaapennello.it/